# Hypodactylus araiodactylus
Espèce
Synonymes
- Eleutherodactylus araiodactylus Duellman & Pramuk, 1999

Statut de conservation UICN

 DD  : Données insuffisantes
Hypodactylus araiodactylus est une espèce d'amphibiens de la famille des Craugastoridae.

## Répartition
Cette espèce est endémique de la province de Chachapoyas dans la région d'Amazonas au Pérou. Elle se rencontre à environ 3 370 m d'altitude dans la cordillère Centrale.

## Description
La femelle holotype mesure 24,5 mm.

## Publication originale
- Duellman & Pramuk, 1999 : Frogs of the genus Eleutherodactylus (Anura: Leptodactylidae) in the Andes of northern Peru. Scientific Papers Natural History Museum the University of Kansas, no 13, p. 1-78 (texte intégral).